# 小兜蕊兰
小兜蕊兰（学名：Androcorys pusillus）为兰科兜蕊兰属下的一个种。

## 扩展阅读
- 維基物種上的相關：小兜蕊兰